# Todirostre à poitrine ombrée
Hemitriccus diops
Ne doit pas être confondu avec Todirostre à poitrine brune ou Hemitriccus spodiops.
Espèce
Statut de conservation UICN

 LC  : Préoccupation mineure
Le Todirostre à poitrine ombrée (Hemitriccus diops), aussi appelé Todirostre de Temminck, est une espèce de passereaux de la famille des Tyrannidae.

## Distribution
Cet oiseau vit dans une zone allant du sud-est de l'État de Bahia (Brésil) à l'est du Paraguay et au nord-est de l'Argentine.